# Brachystelma minimum
Brachystelma minimum är en oleanderväxtart som beskrevs av Robert Allen Dyer. Brachystelma minimum ingår i släktet Brachystelma och familjen oleanderväxter. Inga underarter finns listade i Catalogue of Life.